# Etheostoma pottsii
Etheostoma pottsii är en fiskart som först beskrevs av Charles Frédéric Girard, 1859.  Etheostoma pottsii ingår i släktet Etheostoma och familjen abborrfiskar. IUCN kategoriserar arten globalt som sårbar. Inga underarter finns listade i Catalogue of Life.